# Michel Godet

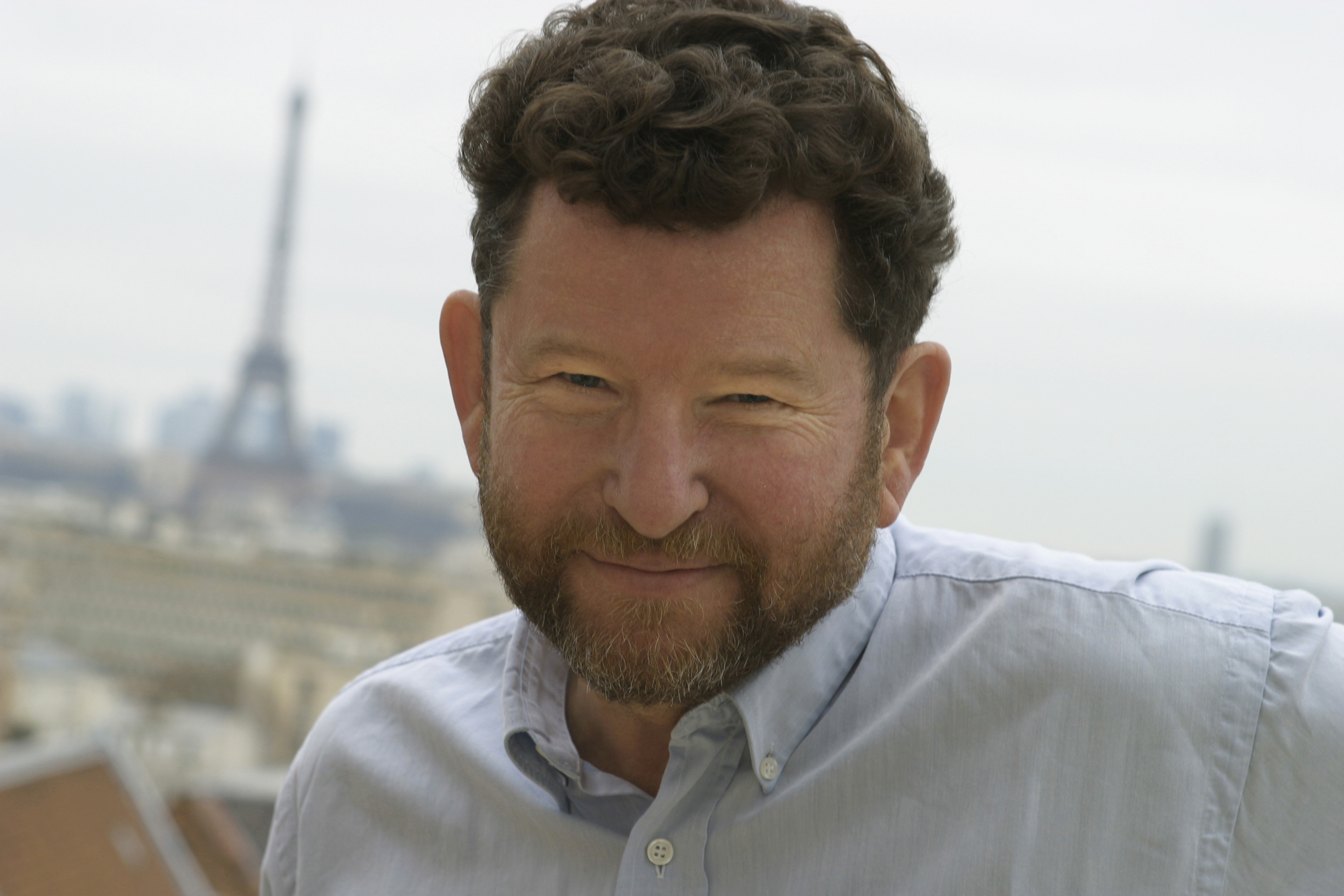

Michel Godet (9 de abril de 1948). Economista francés. Profesor en el Conservatorio Nacional de Artes y Oficios, titular de la cátedra de prospectiva estratégica y autor de obras económicas sobre el trabajo o la evolución demográfica. 

## Biografía
Obtuvo el doctorado en Estadística por la Universidad Paris VI-Sorbonne en 1974 y un doctorado en Ciencias  Económicas por la Universidad de París I-Sorbonne en 1976 (Tesis: "Crise de la prévision, essor de la prospective").
- Miembro del Conseil d’Analyse Économique
- Miembro del Conseil Economique de la Nation
- Miembro de la Académie des technologies
- Administrador del groupe Bongrain
- Administrador de AGIPI
- Miembro del Comité director del Institut Montaigne
- Animador del Cercle des Entrepreneurs du Futur (www.laprospective.fr)
- Fundador del LIPSOR (Lien Innovation, Prospective, Stratégie et Organisation)

Michael Godet incorpora un nuevo elemento que consideró de mucha importancia y se trata de la comprensión de futuro como si fuese un lienzo en blanco.